# Петре Штефенуке
Петре Штефенуке (рум. Petre Ştefănucă; нар. 14 листопада 1906, Яловени — пом. 12 липня 1942) — румунський вчений, філолог, письменник, етнограф, фольклорист, соціолог, педагог.

## Біографія
Народився в місті Яловени (нині Яловенський район Молдови).
Закінчив філологічний факультет Бухарестського університету. Працював учителем середніх шкіл в Бендерах, Аккермана і Кишинева.
З 1934 — секретар Румунського Інституту суспільних досліджень в Бессарабії, з 1939 — директор цього інституту.
Вів полеміку з керівництвом Відділу молдовської мови і літератури, з питань розвитку граматики молдовської мови. Вимагав зберегти латинський алфавіт і використання назв румунською мовою, що стало причиною арешту вченого 9 жовтня 1940 органами НКВС. У квітні 1941 був звинувачений в тому, що він представляє «небезпеку для пролетарського суспільства», а його наукові праці «суперечать духу часу». На суді, не знаючи російської, наполягав на тому, щоб хоче відповідати на своєю рідною румунською мовою.
Після апеляції, смертна кара йому була замінена на десять років позбавлення волі в колонії для політичних в'язнів.
Перебуваючи в таборі, тяжко захворів і помер, згідно з документами, 12 липня 1942.
Реабілітований посмертно в 1990.

## Наукова діяльність
Одним з перших почав проводити наукові дослідження духовної спадщини бессарабських румунів. Був одним з небагатьох інтелектуалів Бессарабії.

## Вибрана бібліографія
- «Фольклор і народні традиції» (1991),
- «Folclor din judetul Lapuşna»,
- «Literatura populară a satului Iurceni»,
- «Cercetări folclorice pe valea Nistrului-de-Jos»,
- «Două variante basarabene la basmul Harap-Alb al lui Ion Creangă»,
- «Datinele de Crăciun şi Anul nou pe valea Nistrului-de-Jos»,
- «Amintiri din războiul mondial».

## Пам'ять
- Іменем Петре Штефенуке названа вулиця, бібліотека та ліцей в Яловени.
- Пошта Молдови в 2006 випустила марку, присвячену 100-річному ювілею Петре Штефенуке.